# Kispapszabadi
Kispapszabadi (1899-ig Kis-Lehota, szlovákul Malá Lehota) Papszabadi településrésze, 1960-ig önálló falu Szlovákiában, a Trencséni kerületben, a Privigyei járásban.

## Fekvése
Privigyétől 8 km-re délre fekszik. Papszabadi keleti részét alkotja.

## Története
A régészeti leletek tanúsága szerint a Felső-Nyitra völgyében már az újkőkorban éltek emberek. A bronzkorból a lausitzi kultúra eszközei és sírjai kerültek itt elő.
A település keletkezését a 12. és 14. század közé tehetjük. Előbb több nemesi család birtoka, majd Csák Máté szerezte meg. Ennek halála után királyi birtok, a bajmóci uradalom része. 1350 körül a terület az újonnan felépült Keselőkő várának tartozéka lett. Kispapszabadit 1362-ben „Sceperdolehotaya” néven említik először. A Majthényi család birtokában állt. 1553-ban 9 adózó porta volt a faluban. 1715-ben 10 háztartása létezett. 1778-ban 27 jobbágy és egy zsellér háztartását 145-en lakták.
A 18. század végén Vályi András így ír a faluról: „Kis, és Nagy Lehota. Két falu Nyitra Vármgye. Földes Ura mind a’ kettőnek Majthényi Uraság, lakosai katolikusok, és másfélék, fekszenek Prividgyéhez mint egy fél mértföldnyire, Kis Lehota Nováknak filiája, határbéli földgyei Nagy Lehotának ollyanok, mint Csauzának; amannak pedig réttyei jók, fája tűzre és legelője is elég, piatzozása Oszlánon, és Privigyén, malma helyben.”
1828-ban 47 házában 329 lakos élt. Lakói földművesek, napszámosok, gyümölcstermesztők voltak.
Fényes Elek 1851-ben kiadott geográfiai szótárában így ír a faluról: „Lehota (Kis), tót f., Nyitra vármegyében, 329 kath. lak. Van szép erdeje. F. u. Majthényi familia. Ut. p. Privigye.”
Borovszky Samu monográfiasorozatának Nyitra vármegyét tárgyaló része szerint: „Kis-Lehota, a Ptacsnik hegységnek nyugati oldalán, Kesselőkő-Podhrágy közelében fekvő tót község, 362 r. kath. vallásu lakossal. Posta-, táviró- és vasúti állomás Nyitra-Novák. Kápolnája e század elején épült. Földesurai a Majthényiak voltak. E község 1602-ben Kis-Paplehota néven szerepelt.”
1910-ben 524, túlnyomórészt szlovák lakosa volt. A trianoni diktátumig Nyitra vármegye Privigyei járásához tartozott.
A szlovák nemzeti felkelés idején a felső-nyitravidék partizáncsoportjai tevékenykedtek területén. 1945 után kőbányája nyílott. 1960-ban egyesítették Istvánszabadjával.

## Nevezetességei
- Szent Vendel kápolnája 1850-ben épült.

## Külső hivatkozások
- Kispapszabadi Szlovákia térképén

## Lásd még
- Papszabadi
- Istvánszabadja